# Nicolás Osorio y Zayas
Nicolás Osorio y Zayas (Madrid, 13 de febrero de 1793-Madrid, 31 de enero de 1866), grande de España, aristócrata español en cuya persona se unieron las casas de Alcañices y Alburquerque, con todos sus agregados, siendo seis veces grande de España.

## Biografía
Era hijo de Manuel Miguel Osorio y Spínola de la Cueva, VII duque de Sesto, VII marqués de los Balbases y XV marqués de Alcañices,  y de su segunda esposa, María de las Mercedes Zayas y Benavides, IV duquesa de Algete. A lo largo de su vida ocupó diversos cargos y nombramientos, siendo senador perpetuo y vitalicio del Reino, diputado de la Real Maestranza de Caballería de Sevilla, mayordomo mayor del rey consorte Francisco de Asís de Borbón, mayordomo mayor y caballerizo mayor de la infanta María Isabel Francisca de Borbón, princesa de Asturias, gentilhombre de cámara de la reina Isabel II de España y ayo del rey Alfonso XII de España siendo príncipe. También fue caballero gran cruz de la Real Orden de Carlos III (1846), caballero de la Insigne Orden del Toisón de Oro (1852), caballero de la Orden de Pío IX (1852) y caballero gran cruz de la Real Orden de San Luis de Parma (1854), entre otras.
Falleció en Madrid el 31 de enero de 1866.

## Títulos
Fue por nacimiento, IV duque de Algete, XVI marqués de Alcañices, VIII marqués de los Balbases, VII conde de la Corzana, V conde de Santa Cruz de los Manueles, VIII duque de Sesto, V marqués de Cullera, V conde de las Torres de Alcorrín, XI marqués de Montaos, XI conde de Grajal, IX conde de Villanueva de Cañedo, XIII conde de Fuensaldaña, XII y último señor de Villacís y Cervantes y XVI y último señor de la Casa de Rodríguez de Villafuerte y sus mayorazgos en Salamanca.
Además, fue sucesor de los Estados concentrados en el ducado de Alburquerque, pues en 1811 fallece en Londres sin sucesión el XIV duque de dicha Casa, y tras un largo pleito que duró 19 años, en 1830 se dictaminó sentencia a su favor como pariente más cercano, sobre los títulos contenidos en Alburquerque, siendo por ello también XV duque de Alburquerque, XVI marqués de Cuéllar, XV conde de Ledesma, XV conde de Huelma, X marqués de Cadreita, XI conde de Villaumbrosa, XII conde de la Torre, XV señor de los Estados de Mombeltrán, Pedro Bernardo, Ledesma, Cuéllar, Huelma, Torregalindo, La Codosera, Cadreita, Guillena, y otros lugares, y del mayorazgo de los Castilla en Madrid.

## Matrimonio y descendencia
Casó en Madrid el 13 de septiembre de 1822 con Inés de Silva y Téllez-Girón (m. 1865), hija de José Gabriel de Silva-Bazán y Waldstein, XII marqués del Viso, X marqués de Santa Cruz y otros títulos, y de Joaquina María Téllez-Girón y Alfonso Pimentel, princesa de Anglona y condesa de Osiló. Nacieron de este matrimonio:
- Francisco de Paula Osorio y Silva-Bazán (1824-1826);[1]
- José Isidro Osorio y Silva[1] (1825-1909), duque de Sesto, VIII conde de la Corzana,[4] XVII marqués de Alcañices y otros títulos, conocido como Pepe Osorio, el Gran Duque de Sesto, que desempeñó un papel importante en la Restauración borbónica
- Joaquín Osorio y Silva (n. 1826), señor de Menchaca, que casó con María de las Mercedes de Heredia y Zafra-Vázquez, III marquesa de los Arenales,[1] con sucesión, cuyo nieto fue el XVII duque de Alburquerque.